# Лихово (Харьковская область)
Лихово (укр. Лихове) — село,
Просянский сельский совет,
Нововодолажский район,
Харьковская область, Украина.
Код КОАТУУ — 6324284004. Население по переписи 2001 года составляет 218 (98/120 м/ж) человек.

## Географическое положение
Село Лихово находится у истоков реки Иваны.
На расстоянии в 2 км расположены сёла Ляшовка, Станичное, Дереговка и Просяное.
Рядом проходит автомобильная дорога М-18 (E 108).